# Мадл, Ильдико
Ильдико Мадл (Мадль; венг. Mádl Ildikó; 5 ноября 1969, Тапольца) — венгерская шахматистка, международный мастер (1992).
Многократная чемпионка Венгрии (1985, 1990—1991, 1993, 2014).
Чемпионка мира среди девушек до 16 лет (1984); до 20 лет (1986). В чемпионате мира
среди девушек до 20 лет (1985) — 3—5-е места. Чемпионка Европы среди девушек (1984 и 1986). В составе национальной команды Венгрии участница 14-и олимпиад (1984—2000, 2004—2010, 2014). Межзональный турнир в Смедеревска-Паланка (1987) — 6—7-е места.
Лучшие результаты в других международных соревнованиях: Будапешт (1984 и 1985) — 4-е и 3-е; Яйце (1986) — 2—3-е; Тапольца (1986) — 1—2-е места. В 1987 выиграла матч у Ж. Верёци-Петронич — 2½ : 1½.

## Изменения рейтинга
| График не отображается по техническим причинам. Чтобы исправить это, воспроизведите график в новом формате, если это возможно. |